# José Campillo R.
José Campillo (f. Ciudad de México, México; 1941) fue un empresario teatral mexicano, que durante años sostuvo en el teatro Lírico temporadas de género chico, de entre las cuales destacó su producción llamada Mexican Rataplán.

## Semblanza biográfica
Con escasos antecedentes biográficos, apareció por primera vez como empresario del teatro Casino al frente de la Compañía de opereta, zarzuela y Revistas Campillo, en 1921. Posteriormente pasó al teatro Lírico, en donde durante años presentó espectáculos revisteriles con los mejores elencos de su tiempo, entre los que se incluían Roberto Soto, Joaquín Pardavé, Delia Magaña, Celia Montalván y Lupe Vélez. Precisamente con algunos de estos actores presentó en marzo de 1925 la famosa revista Méxican Rataplán, parodia del Bataclán parisino que obtuvo mayor éxito que la versión original y se convirtió en una de las obras de repertorio de las compañías mexicanas de revista. 
Otra de sus compañías fue la de Grandes Revistas Campillo, con la que presentó Se solicitan modelos, La pasarela, Las girls de Xochimilco (todas en 1925), ¡Levántate y anda!, Ese charleston..., Noche alegre y Soto para mujeres (1926), entre otras. 
En 1927 convocó a un Concurso Artístico de la Canción Mexicana en el que participaron compositores de la talla de Tata Nacho, Guty Cárdenas y Alfonso Esparza Oteo. Fue uno de los empresarios que marcó la transición de la revista política y nacionalista hacia un género frívolo más cercano al teatro de variedades.
Otras de sus producciones fueron: Guadalajara, Chin Chun Chan, Las calles de don Mendo, El esclavo de Petronio, Dios está con nosotros (todas en 1921); México multicolor, La revista encantada, Las madres conscriptas, Gaona diputado, Vacilón, Times Folies, Fantoches (1926); Cosas de Sudamérica, Furor nacionalista, Tierra brava, Moretón mexicano (1933) y Ven (1934).